# Decauvillejärnväg

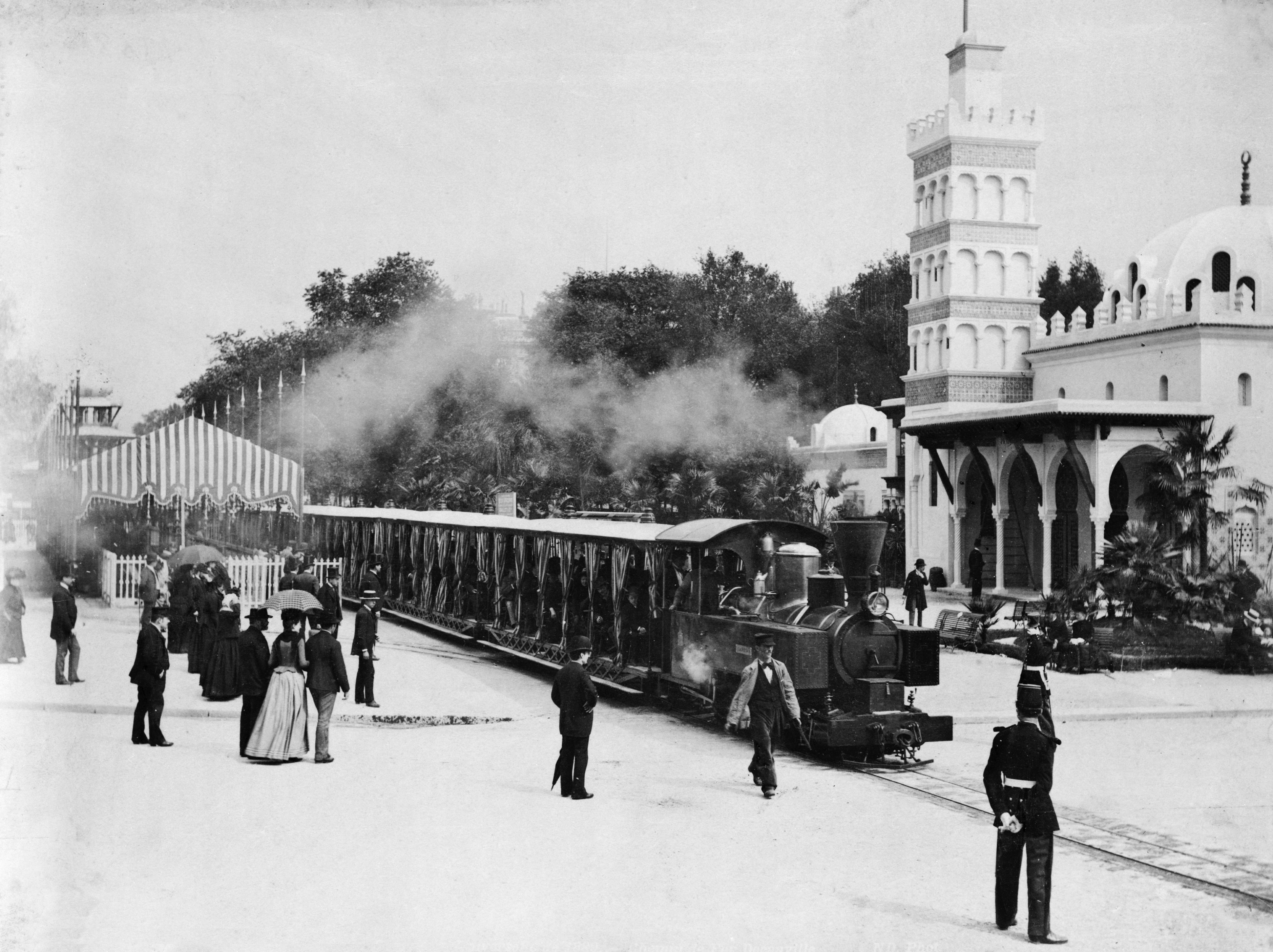
Decauvillebanan på Marsfältet i Paris vid Världsutställningen 1889

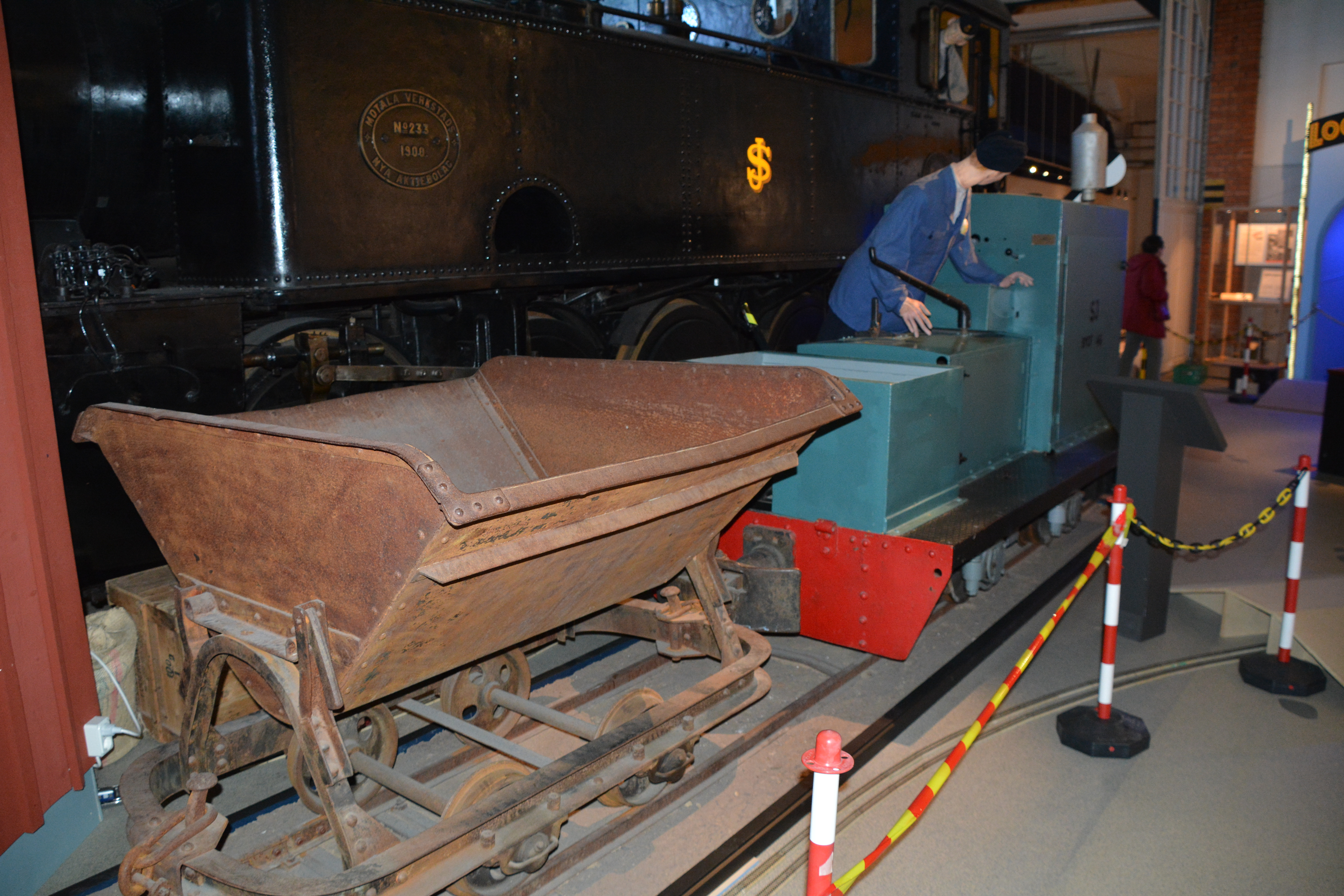
Decauvillelok och -vagn på Järnvägens museum Ängelholm

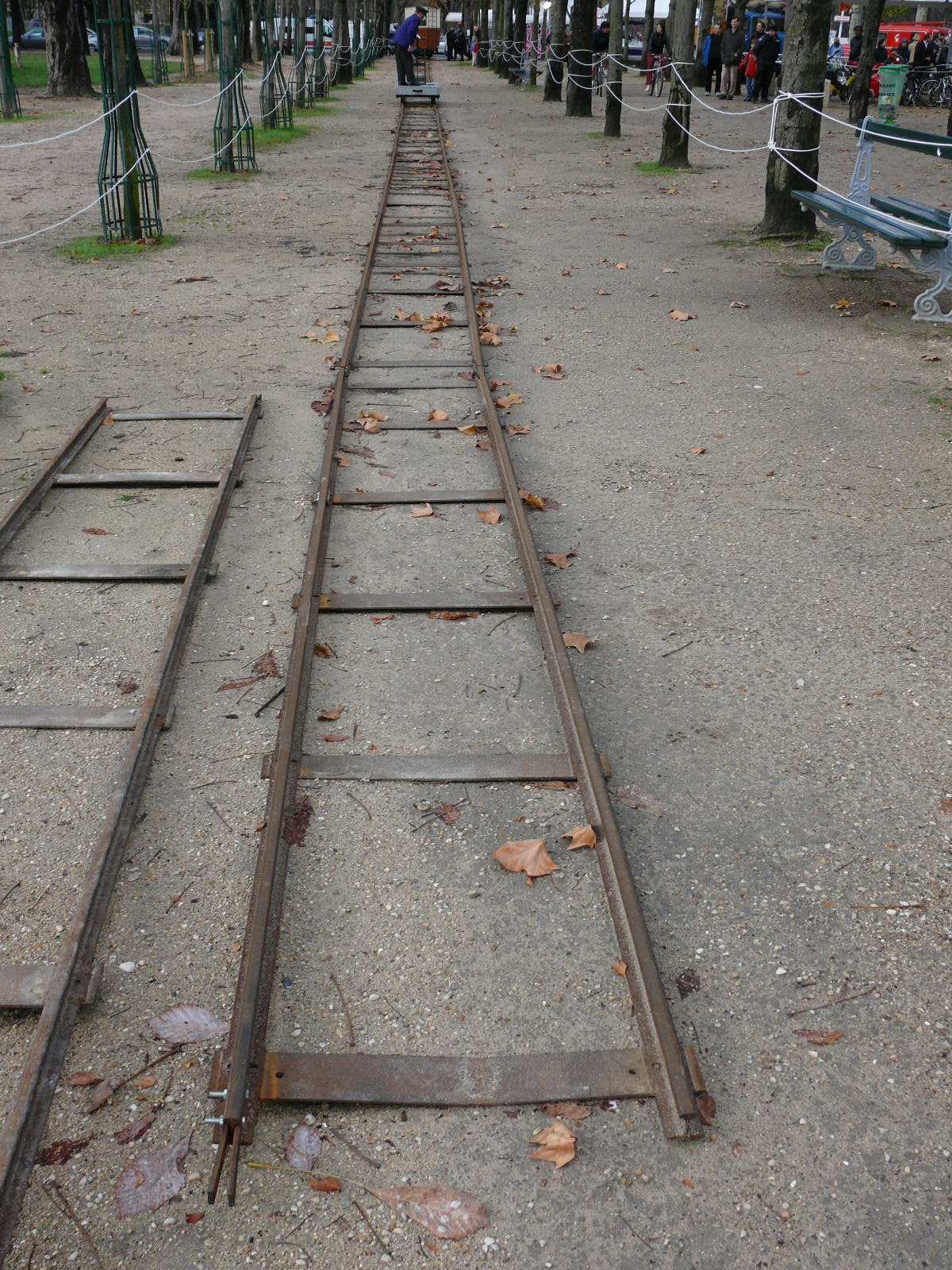
Decauvilleräls

Decauvillebana är ett system för lätt flyttbar smalspårjärnväg. Idén utvecklades av den franske ingenjören Paul Decauville 1876, men kom inte till vid användning förrän systemet demonstrerades vid Världsutställningen 1889 i Paris. En decauvillebana lades ut som byggsats med räls i sektioner, där rälerna var förmonterade på syllarna. Spårvidden varierade mellan 400 mm och 600 mm. Modulerna förekom i längder på 5, 3 och 1,25 meter. Decauville var ett registrerat varumärke. Rälsen tillverkades i rälsvikter från 3 till 15 kg/meter.

## Allmänt
De färdiga rälssektionerna för provisoriska banor är jämförbara med de rälslängder som används på en modelljärnväg. Ursprungligen var rälsen utförd som en profil av pressad plåt där rälerna sammanhölls av sliprar av plåtprofil för att hålla nere vikten. På permanenta banor användes däremot ganska ofta vanlig järnvägsräls med låg rälsprofil samt traditionella sliprar av trä.
I Sverige avses med decauvillejärnvägar i allmänhet permanenta eller tillfälliga banor med spårvidden 600 mm.

## Metrisk spårvidd
Decauville tillämpade det moderna metersystemet vid måttsättningen, till skillnad från de flesta andra järnvägssystemen vid denna tid, som var måttsatta i engelska fot och tum.

## Tillfälliga järnvägar
Systemet används för industrispår, inom till exempel på större brädgårdar och i stenbrott, samt vid tillfälliga transporter vid schaktningsarbeten, vid torvbrytning och i gruvor. Det har även använts militärt för byggnadsarbeten i fält, samt vid anläggningsarbeten i samband med järnvägsbyggen. Vagnarna kunde dras av små lok, men hästar, oxar och människor kunde också svara för framdrivningen. Elloken har mestadels varit ackumulatorlok. Permanenta system förekom tidigare ofta för transporter mellan en industri och en närbelägen utskeppningshamn.

## Det svenska systemet
Ingenjören Axel Hummel utvecklade decauvillesystemet och fäste rälerna vid träslipers istället för plåtsyllar. Han sålde sedan idén genom företaget Kosta Jernvägsbyrå. På detta sätt kunde mer permanenta banor byggas och flera svenska järnvägslinjer kom att byggas efter denna princip:

### 600 mm-järnvägar i Sverige avsedda för allmän trafik
- Kosta-Lessebo Järnväg  29,7 km
- Helsingborg-Råå-Ramlösa Järnväg 8,5 km
- Stavsjö Järnväg  17,2 km
- Munkedals Järnväg  5,8 km
- Anneberg-Ormaryds Järnväg 7,0 km
- Nättraby-Alnaryd-Elmeboda Järnväg 48,9 km
- Jönköping-Gripenbergs Järnväg 43,9 km
- Malma-Haggårdens Järnväg 2,0 km